# Culex

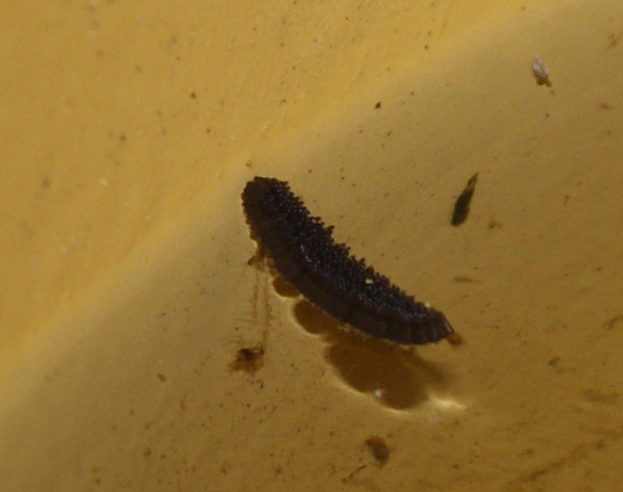
Gelege ('Eischiffchen'), wahrscheinlich einer Culex-Art.

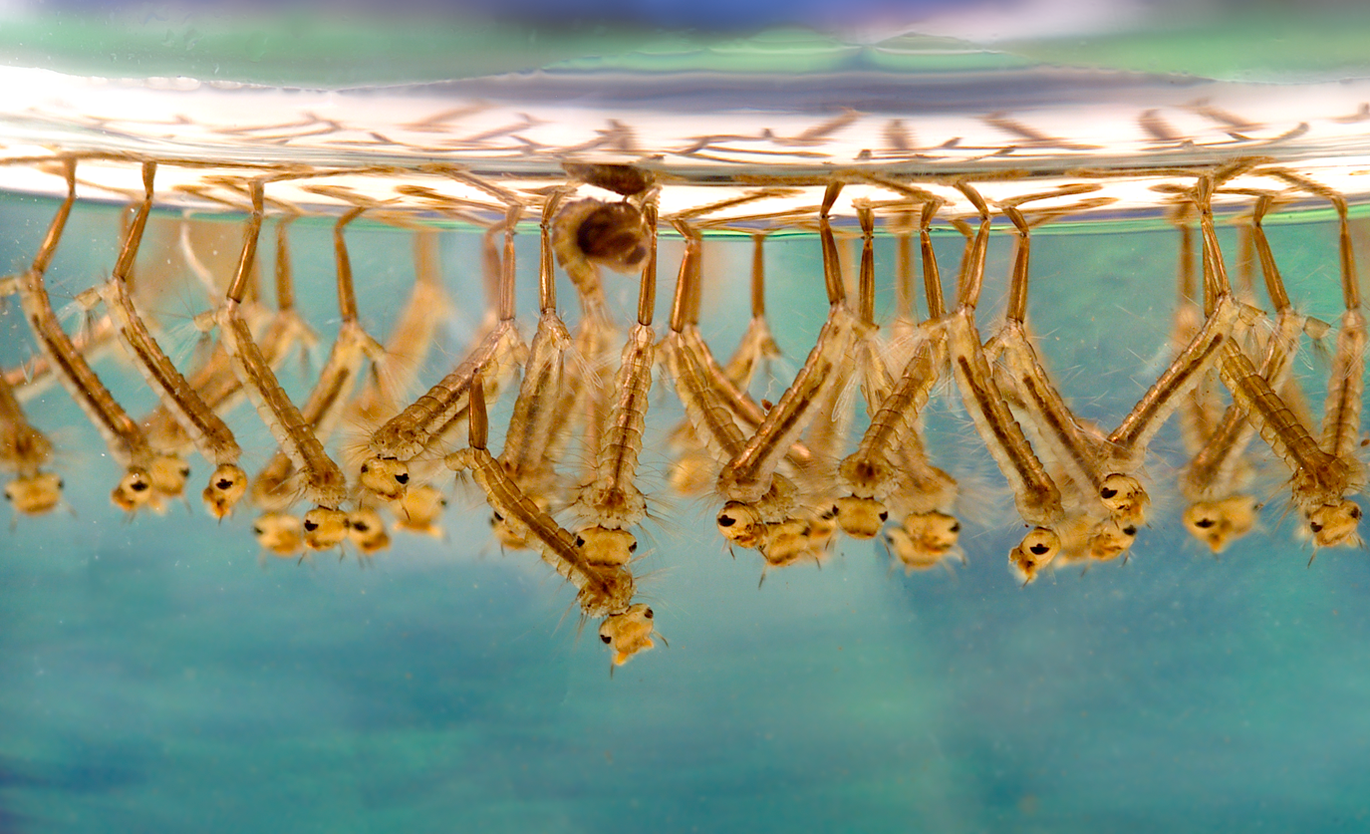
Larven einer Culex-Art

Culex (lat. cúlex, -icis, „Mücke“) ist eine artenreiche Gattung innerhalb der Familie der Stechmücken (Culicidae). Im Jahr 2010 waren 768 Arten bekannt, von denen 16 in Europa heimisch sind. Die wohl bekannteste mitteleuropäische Art ist die Gemeine Stechmücke (Culex pipiens). Einige Arten der Gattung sind Überträger von krankheitserregenden Viren wie beispielsweise dem West-Nil-Virus. 

## Merkmale
Die Tiere erreichen eine Körperlänge von vier bis zehn Millimetern. Die Weibchen besitzen wie alle Stechmücken im Gegensatz zu den Männchen einen Stechrüssel. Die viergliedrigen, selten fünfgliedrigen Palpen erreichen etwa ein Viertel der Länge des Stechrüssels. Die Fühler sind meist etwas länger als dieser. Das Mesonotum des Thorax ist wenig bis stark gekrümmt. Dieses und das Schildchen (Scutellum) sind mit in der Regel schmalen Schuppen bedeckt, selten sind die des Schildchens breit. Das Postnotum ist unbeschuppt und unbehaart. Die Pleuren an den Seiten des Thorax sind je nach Art unterschiedlich beschuppt, oft ist diese Beschuppung auch reduziert. Die Beine sind schmal und lang, alle drei Paare haben vier Tarsenglieder. Die Tergite und Sternite zwei bis sieben des Hinterleibs sind mit großen Schuppen bedeckt. Das Ende des Hinterleibs ist stumpf. 
Die Männchen verschiedener Arten unterscheiden sich besonders in der Länge der Palpen, die etwa gleich lang wie der Saugrüssel bis zu ein Viertel so lang sein können. Die Fühler sind etwa gleich lang wie der Saugrüssel. Die vorderen und mittleren Beinpaare tragen anders als die der Weibchen kräftig entwickelte Klauen. Die der Hinterbeine sind gleich, wie bei den Weibchen sehr klein. 
Die Larven haben einen langgestreckten Körper mit einem großen, etwas breiteren als langen Kopf und einen im Vergleich zum Hinterleib sehr breiten Thorax. Die Fühler sind in der Regel lang und tragen fast immer Härchen. Die Larven unterscheiden sich von denen ähnlicher Gattungen durch die Anzahl der Härchen am Thorax und Abdomen und durch die Form ihrer Atemröhre. Diese ist mittellang bis lang, manchmal auch sehr lang, nur selten kurz. Die Tracheen sind gut entwickelt. Das Haarbüschel, das am letzten, achten Hinterleibssegment sitzt, trägt meist vier Paare von Haaren, nur die Gattung Acallyntrum hat ein oder gar kein Paar.

## Lebensweise
Bei der Mehrzahl der Arten saugen die Weibchen Blut von Säugetieren, wie etwa dem Menschen. Einige dieser Arten stechen gleichzeitig aber auch Vögel. Andere sind nur auf Vögel, Frösche oder Echsen spezialisiert. 
Die Weibchen legen ihre Eier üblicherweise in kleinen Schiffchen an der Wasseroberfläche ab. Manche Arten legen ihre Eier aber auch an Blattachseln oder in Astlöchern und ähnlichem, aber auch in von Menschen geschaffenen Wasserstellen, wie etwa in Regentonnen, ab. Die Arten, die ihre Eier an den Blattachseln ablegen, legen ihre Eier einzeln mit einer gallertartigen Schicht umhüllt ab. Die Larven schlüpfen bereits nach wenigen Tagen.

## Systematik
Die Gattung Culex wird gemeinsam mit Deinocerites in die Tribus Culicini eingeordnet und wird zurzeit in 24 Untergattungen unterteilt. Die Gattung kommt weltweit vor, manche Arten wurden auch durch den Menschen in andere Erdteile verschleppt. Es gibt aber auch eine Reihe von Culex-Arten, die endemisch in nur kleinen Gebieten – wie beispielsweise Inseln im Pazifik – heimisch sind.

## Culex als Krankheitsüberträger
Die Ernährung der Weibchen durch Blut verschiedener Wirbeltiere führt auch zur Aufnahme von Erregern, wenn diese in der Blutbahn des Wirbeltieres während einer kurzen Phase der Erkrankung im Blut zirkulieren oder bei einer chronischen Infektion dauerhaft präsent sind (z. B. Virämie). Die zwischen Insekt und Wirbeltier wechselnden Erreger – überwiegend Viren – sind gegenüber den Verdauungsenzymen der Stechmücke resistent und können sich zum Teil auch im adulten Insekt vermehren. Der Verdauungstrakt der Spezies Culex inaktiviert Viren weitaus weniger als die verwandte Gattung Aedes, so dass einige Viren nur in Culex-Arten replizieren können (z. B. das Sindbis-Virus). 
Die Erreger können auch durch eine so genannte vertikale Übertragung vom Weibchen auf die Eier übertragen werden und replizieren dann bereits in den Larven der Mücke. Durch diese vertikale Übertragung sind einige Culex-Arten bereits bei der ersten Blutmahlzeit in der Lage, Viren zu übertragen. In der Regel zirkulieren diese als Arboviren bezeichneten Viren zwischen den Stechmücken und verschiedenen Tierarten, ohne bei einem von beiden eine Erkrankung hervorzurufen. Der Mensch ist meist ein Fehlwirt des Erregers, bei dem es allerdings zu einer Erkrankung kommen kann.
Zu den durch Spezies der Gattung Culex übertragenen Erregern gehören eine große Zahl von Viren, die aufgrund ihrer Übertragung durch Arthropoden der epidemiologischen Gruppe der Arboviren zugerechnet werden. Zu den von Culex spp. übertragenen Arboviren gehören Erreger von Enzephalitiden wie dem West-Nil-Fieber (Culex pipiens), der Japanischen Enzephalitis, St.-Louis-Enzephalitis (C. nigripalpus, C. pipiens, C. tarsalis), Kunjin-Enzephalitis (C. annulirostris) und Erreger von milderen fieberhaften Erkrankungen wie das Chikungunya-Virus, Sindbis-Virus (C. pipiens, C. univittatus), Tahyna-Virus und Ross-River-Virus.
Aber auch Fadenwürmer wie Wuchereria bancrofti (Erreger einer lymphatischen Filariose) und Brugia malayi werden durch Culex-Arten übertragen. Diese Erreger durchlaufen zwischen Stechmücke und Wirt verschiedene Entwicklungsstadien. In den Culex-Mücken wandert das metazyklische dritte Larvenstadium der Fadenwürmer in die Stechborstenscheide der Stechmücke, um von dort aktiv beim Saugakt in den Wirt einzudringen.

## Belege